# Stefan Axelsen
Stefan Axelsen, född 16 oktober 1962 på Lidingö, är en svensk musiker (bas). Han var tidigare medlem i gruppen Weeping Willows och var med i Stefan Sundströms kompband Apache.

## Filmmusik
- 1991 – Änglaspel